# Българска асоциация на разработчиците на софтуер
Българска асоциация на разработчиците на софтуер (БАРС) е нестопанска организация, която подпомага професионалното развитие на българските софтуерни специалисти чрез образователни и други инициативи. БАРС работи за насърчаване обмяната на опит между разработчиците и за усъвършенстване на техните знания и умения в областта на проектирането и разработката на софтуер. Асоциацията организира специализирани конференции, семинари и курсове за обучение по разработка на софтуер и софтуерни технологии.